# سیارک ۱۷۴۳۱
سیارک ۱۷۴۳۱ (به انگلیسی: 17431 Sainte-Colombe، نامگذاری:1989RT)۱۷۴۳۱مین سیارک کشف شده‌است که در ۰۳ سپتامبر ۱۹۸۹ کشف شد.